# Carlo Dolci
Carlo Dolci (Florença, 25 de Maio de 1616 — Florença, 17 de Janeiro de 1687) foi um pintor italiano.
Foi autor de retratos (como Sir Thomas Baines e Auto-Retrato) e quadros de tema religioso coloridos e de composição barroca (A Virgem com o Menino, Santo André rezando antes de seu martírio, etc).
1. ↑  «Carlo Dolci | Baroque, Florentine, Religious | Britannica». www.britannica.com (em inglês). Consultado em 9 de agosto de 2025
2. ↑  «Impressões artísticas de Carlo Dolci». www.meisterdrucke.pt. Consultado em 9 de agosto de 2025